# Лишкява
Лишкява́ (лит. Liškiava, пол. Liszków или Liszkowo) — старинное маленькое местечко, ныне деревня, на юге Литвы, в Варенском районе на левом берегу Немана, в 9 км к северо-востоку от Друскининкай. Административно входит в состав Меркинесского староства.

## Общая характеристика
Население 37 человек (2005). Важнейшая достопримечательность — барочный ансамбль костёла Пресвятой Троицы и доминиканского монастыря (вторая половина XVIII века) на высоком берегу Немана, с памятной колонной и скульптурой Святой Агаты. Ансамбль костёла и бывшего доминиканского монастыря, занимающий площадь в 17500 м2, включён в Регистр культурных ценностей Литовской Республики (код 1027); в охраняемый государством комплекс входит также колокольня, бывший амбар, колонна со статуей святой Агаты. К археологическим памятникам относят курган, на котором в IX—XI веках была деревянная крепость, и «ведьмин камень» с отпечатком копыта.
|  |  |

## История
Я стоял на горе высокой,
 
Где твердыня Литвы была,
 
Подо мной лесной полуостров
 
Огибала Неман-река.
Я глядел на лесные дали, 
 
На зубцы прибрежных холмов
 
И развалин холодные камни
 
Рассказали мне старый сон.
Ветер дул и ко мне доносился
 
Смольный запах заречной сосны
 
Тех лесов заповедных, что в Ковне —
 
За пределом моей страны.
В письменных источниках впервые упоминается в 1044 году: уже в XI веке на высоком холме была сооружена деревянная крепость.
С конца XIV века при великом князе литовском Витовте Великом строилась каменная крепость. Строительство было прекращено после Грюнвальдской битвы (1410); сохранились остатки башни.
Первый храм в Лишкяве со второй половины XVI века до 1624 года был реформатским. С конца XVII века в Лишкяве утвердились доминиканцы. После третьего раздела Речи Посполитой с 1795 года Лишкява оказалась на территории Пруссии.
В период между Первой и Второй мировыми войнами Лишкява была на территории Литвы. По реке Неман проходила демаркационная линия, фактически граница, отделявшая Литовскую Республику и присоединенный к Польше Виленский край. Лишкяве посвящено стихотворение Мстислава Добужинского в восемь четверостиший.